# Саникандро ди Бари
Саникандро ди Бари (итал. Sannicandro di Bari) је насеље у Италији у округу Бари, региону Апулија.
Према процени из 2011. у насељу је живело 9261 становника. Насеље се налази на надморској висини од 180 м.

## Становништво
Према резултатима пописа становништва 2011. у општини је живело 9.713 становника.
| 1931. | 1936. | 1951. | 1961. | 1971. | 1981. | 1991. | 2001. | 2011. |
| ----- | ----- | ----- | ----- | ----- | ----- | ----- | ----- | ----- |
| 8.095 | 8.372 | 9.166 | 8.098 | 7.414 | 7.981 | 8.722 | 9.369 | 9.713 |